# M1131炮兵觀測車
M1131炮兵觀測車（解放军军语：火力支援车）（英語：M1131 Fire Support Vehicle, FSV）是美國史崔克裝甲車系列的炮兵觀測車版本，主要用於提供自動化監視、目標搜索及辨識、定點定位以及通訊。一旦鎖定目標後，資訊即會被立刻回傳至火力支援系統，支援火炮的炮手亦可立即獲得目標資訊。

## 概述
M1131 FSV的功能為提供對目標的監視、搜索、辨識，並即時為旅級戰鬥隊提供「首發」效力射的火力支援（即首發即命中並殲滅目標）。M1131 FSV裝有M707史崔克任務裝備套件。FSV亦為火力支援部隊提供了自動指揮管理功能，並能規劃火力支援，引導及控制火力覆蓋區域。

## 任務執行能力
M1131 FSV是M1126 ICV的衍生型，因此兩者除了裝備有異外，基本上並無不同。然而，M1131 FSV是一種比M1126 ICV更多樣化的裝甲平台，並能將火力支援部隊執行支援任務的距離極大化，同時又能減少觀測時所需的後勤支援以及被發現的可能。
M1131 FSV裝有4個無線電網路（Co Cmd、Mortar Plt、FECC、Fires 1-4），能夠以加密數位通訊系統與首發火力支援系統（解放军军语：初始火力支援自动化系统）（英語：Initial Fire Support Automation System, IFSAS）及先進戰場炮兵戰術資訊系統（解放军军语：高级野战炮兵战术数据系统）（英語：Advanced Field Artillery Tactical Data System, AFATDS）聯繫，同時與戰鬥部隊指揮部保持通訊，亦能自動搜尋所有可用的火力支援部隊。另外，M1131 FSV亦裝有21世紀旅及以下部隊戰鬥指揮系統（英語：Force XXI Battle Command Brigade and Below, FBCB2）以增強情勢感知。
車內的車輛通訊對話系統（英語：Vehicular Intercom System, VIS）使M1130 FSV的每位乘員皆可透過先前提及的四個頻道與僚車通話，並能任意監看最多4個訊息接收者，同時亦能在內部通訊系統外另外以無線電傳輸訊息。
M1131 FSV的目標鎖定資訊必須被零時差且零失誤地以數位方式回傳予炮兵單位。所有炮兵單位亦必須安裝數位通訊系統以便將目標資訊傳送至M1130 FSV的操作員端，以避免後者轉錄火力支援資訊，造成同一目標被重複轟炸。M1130 FSV能與所有炮兵單位通訊的能力使火力支援部隊能將能用的火力完全發揮。

## 資料來源
This article incorporates work from https://web.archive.org/web/20080516205911/http://www.sbct.army.mil/product_fsv.html, which is in the public domain as it is a work of the United States Military.